# Campylenchia latipes
Campylenchia latipes är en insektsart som beskrevs av Thomas Say. Campylenchia latipes ingår i släktet Campylenchia och familjen hornstritar. Inga underarter finns listade i Catalogue of Life.